# Marc Solà Pastoret
Marc Solà Pastoret (Camprodon, 6 de setembre de 1985) és un esquiador de muntanya català.
Solá va néixer a Camprodon. Va començar l'esquí de muntanya el 2002 i ha estat membre de l'equip espanyol des del 2003. Viu a Vilallonga de Ter.

## Resultats
- 2005:
  - 3r, a l'última cursa de la Copa Mundial, Eslovàquia
  - 4t, cursa de la Copa Mundial, "classe" jove, 2005
- 2007:
  - 4t, cursa de relleus del Campionat europeu d'esquí de muntanya juntament amb Javier Martín de Villa, Agustí Roc i Amador i Manuel Pérez Brunicardi
- 2008:
  - 3r, cursa de relleus del Campionat Mundial d'esquí de muntanya juntament amb Javier Martín de Villa, Manuel Pérez Brunicardi i Kílian Jornet i Burgada[1]
  - 9è, cursa sol del Campionat Mundial d'esquí de muntanya
  - 9è, cursa de llarga distància del Campionat Mundial d'esquí de muntanya
- 2011:
  - 9è, cursa d'equip del Campionat Mundial d'esquí de muntanya (juntament amb Miguel Caballero Ortega)
- 2012:
  - 4t, relleus del Campionat europeu d'esquí de muntanya, juntament amb Marc Pinsach i Rubirola, Miguel Caballero Ortega i Kílian Jornet Burgada
  - 8è, equip de Campionat europeu d'esquí de muntanya, juntament amb Miguel Caballero Ortega
  - 10è, Campionat europeu cursa vertical

### Pierra Menta
- 2007: 10th, amb Jordi Bes Ginesta

### Patrouille des Glaciers
- 2010: 4t, amb Kílian Jornet Burgada i Marc Pinsach Rubirola[1][3]